# 1920 au théâtre
| Années du théâtre : 1917 - 1918 - 1919 - 1920 - 1921 - 1922 - 1923    |
| Décennies du théâtre : 1890 - 1900 - 1910 - 1920 - 1930 - 1940 - 1950 |

Cet article présente les faits marquants de l'année 1920 au théâtre.

## Événements
- Fondation du Théâtre dramatique de Kaunas
- Fondation du Théâtre Dailes

## Pièces de théâtre publiées
- Lumières de bohème de Ramón María del Valle-Inclán

## Pièces de théâtre représentées
- 21 janvier : Béranger de Sacha Guitry, Théâtre de la Porte-Saint-Martin
- 22 mars: Première de la pièce Le Maléfice du papillon, au Théâtre Eslava de Madrid, sous la programmation de Gregorio Martínez Sierra et María de la O Lejárraga. Première représentation d'une pièce du jeune Federico García Lorca à l'âge de 19 ans, avec la comédienne La Argentinita[1].
- La Folle Journée, d'Émile Mazaud, mise en scène Louis Jouvet, création au Théâtre du Vieux-Colombier
- 12 octobre : Je t'aime de Sacha Guitry, représentée pour la première fois au Théâtre Édouard VII, avec Sacha Guitry et Yvonne Printemps
- 9 novembre : 
  - Une faible femme de Jacques Delval (avec Renée Falconetti, Lilian Greuze, J. Loury, André Luguet et P. de Guingand) au Théâtre Femina.
  - Les Conquérants de Charles Méré (avec Jean Kemm, Jean Worms, Pierre Renoir, M. Lehmann, Amiot et Juliette Margel) au théâtre du Nouvel-Ambigu.
- 11 novembre : La Branche morte d’Alexandre Arquillière (avec Gémier, Daragon, H. Rollan, Blancard et la Moreno) au théâtre Antoine.
- 18 décembre : création du Cocu magnifique par le metteur en scène Aurélien Lugné-Poe, au Théâtre de l'œuvre.

Les Conquérants

## Naissances
- 27 février : Jacques Charon, acteur et metteur en scène français († 15 octobre 1975).
- 16 août : Jean-Pierre Gredy, auteur de théâtre français.
- 14 décembre : Daniel Sorano, acteur français († 17 mai 1962).

## Décès
- 14 juin : Réjane, comédienne française. (° 5 juin 1856).